# Плямистий медолюб
Плямистий медолюб (Xanthotis) — рід горобцеподібних птахів родини медолюбових (Meliphagidae). Представники цього роду мешкають в Австралії, на Новій Гвінеї та на сусідніх островах.

## Види
Виділяють три види:
- Медолюб плямистий (Xanthotis polygrammus)
- Медолюб квінслендський (Xanthotis macleayanus)
- Медолюб вохристий (Xanthotis flaviventer)

За результатами молекулярно-генетичного дослідження, опублікованого в 2019 році, медолюб кадавуйський, якого раніше відносили до роду Xanthotis, був переведений до відновленого монотипового роду Meliphacator.

## Етимологія
Наукова назва роду Xanthotis походить від сполучення слів дав.-гр. ξανθος — жовтий і ωτις — вуха.